# Soluta gramineoides
Soluta gramineoides là một loài bọ cánh cứng trong họ Cerambycidae.